# Базаров, Фархат Реимбергенович
Фархат Реимбергенович Базаров (туркм. Farhat Bazarow; 31 января 1980) — российский и туркменский футболист, вратарь. Выступал за сборную Туркменистана.

## Карьера
Дебютировал в большом футболе в сезоне 1997/98 в составе туркменбашинского «Шагадама». В 2000 призван в армию, службу проходил в клубе «Галкан». Летом 2001 перешёл в «Копетдаг» вслед за тренером Байрамом Дурдыевым.
В 2002 году вернулся в туркменбашинский «Шагадам». После этого перебрался в узбекский клуб «Шуртан».
В 2007—2008 году выступал в российском клубе «Кавказтрансгаз-2005», а в 2009 году за оренбургский «Газовик». Вторую половину 2009 провел за туркменский клуб МТТУ, в составе которого стал чемпионом и обладателем суперкубка Туркменистана.
В 2010 вторую половину провел за «Ахал», в 2011—2012 — выступал за клуб «Мерв».
В 2013 году вернулся в родной туркменский чемпионат, начал выступать за «Балкан». Вместе с клубом стал победителем Кубка президента АФК.
C 2015 года игрок «Энергетика».
В 2017 году завершил карьеру игрока и стал тренером вратарей в ФК «Ашхабад».

## Сборная Туркменистана
В 2014 году получил приглашение в национальную команду Туркменистана для участия в Кубке вызова АФК. На турнире дебютировал за сборную, отыграв весь матч против сборной Филиппин, пропустил 2 гола.

## Достижения
- Шагадам
  - Чемпион Туркменистана 2002
- МТТУ
  - Чемпион Туркменистана 2009
- Мерв
  - Серебряный призёр чемпионата Туркменистана 2012
- Энергетик
  - Бронзовый призёр чемпионата Туркменистана 2016
- Балкан
  - Победитель Кубка президента АФК: 2013